# Klein Ilsede
Klein Ilsede ist eine Ortschaft der Gemeinde Ilsede im Landkreis Peine, Niedersachsen. Das Dorf liegt etwa 5 km südlich von Peine und 1 km nördlich von Groß Ilsede.

## Geschichte
Ein Gräberfeld aus der Bronzezeit um 1000 vor Christus befindet sich nordöstlich bei Klein Ilsede im Wald Gräwig, dort wurde ein Gedenkstein errichtet.
Klein Ilsede wurde 1345 erstmals als „Lütteken Ilsede“ urkundlich erwähnt. Der Name des Dorfes hat sich im Lauf der Jahrhunderte von „luttiken ylsede“ oder „Lütteken Ilsede“ (1345), „lutteke Ilsede“ (1360) oder auch Latein als „minori ylsede“ (1356) über Formen wie „Lüttken Ilsede“ (1458), „Lütken Ilsede“ (1463), „Lütken Ilse“ (1615), „Lütteken Ilsen“ (1635), „Kleinen Ilsede“ (1669), „Kleinen Ilse“ oder „Kleinen Ilsede“ (18. Jahrhundert) zu „Klein Ilsede“ (19. Jahrhundert) und „Klein Ilsede“ oder „Kleinilsede“ (ab 1900) gewandelt.
Der Ort war früher Gerichtsstandort der gräflichen Familie von Schwicheldt für das Gut Schwicheldt. Dort ist noch heute ein umfangreiches Archiv vorhanden. Auf dieser Grundlage konnten in die Klein Ilseder Ortschronik besonders viele Informationen einfließen. Eine Urkunde aus dem Jahre 1321, ausgestellt von „Johann, Hugo und Ernestus de Ilsede“, zeigt im anhängenden Siegel einen aufsteigenden, nach rechts gewandten Wolf, den die ehemalige Gemeinde Klein Ilsede, heute Ortschaft der Gemeinde Ilsede, in ihr Wappen übernommen hat, jedoch nach links gewandt. Das Ministerialengeschlecht der Herren von Ilsede ist von 1181 bis 1329 nachweisbar. Laut einer Urkunde aus dem Jahr 1371 sollen sie in Klein Ilsede eine Burg besessen haben, die dann auf die Herren von Schwicheldt übergegangen sei. Von diesen ist bekannt, dass sie den „Großen Junkernhof“ bewohnten, der im Dreißigjährigen Krieg abbrannte.
Klein Ilsede gehört zu den wenigen Orten im Südkreis Peine, in denen die Aufeinanderfolge der Besitzer bei den Höfen fast immer in den Familien geblieben ist. In den letzten Jahrzehnten wurden in Klein Ilsede neue Wohngebiete erschlossen und bezogen. Der Wandel zur Wohnsiedlung mit günstigen Verkehrsverbindungen wird in dieser Ortschaft besonders deutlich.
Am 1. Februar 1971 wurde Klein Ilsede mit fünf weiteren Gemeinden zur neuen Gemeinde Ilsede zusammengeschlossen.

## Religion
Mitten im Ort an der Breiten Straße befindet sich die evangelisch-lutherische St.-Urban-Kirche der gleichnamigen Kirchengemeinde (postalisch: Breite Str. 9), die 1049 Gemeindeglieder hat (Stand 2011). Pastor war von 2003 bis 2016 Dr. theol. Joachim Jeska. Von 2017 bis 2021 war Pastor Carsten Dellert zuständig für die Gemeinde. Seit dem 1. September 2022 betreut Pastor Andreas Bartholl aus Dungelbeck die pfarramtlich verbundenen Gemeinden St.-Urban in Klein Ilsede und St.-Johannis in Dungelbeck.
Der evangelische Friedhof der St.-Urban-Gemeinde liegt seit 1909 zwischen dem Schmiedeweg und der Straße Im Weingarten (postalisch: Schmiedeweg 12).

## Politik

### Ortsrat
Der Ortsrat, der Klein Ilsede vertritt, setzt sich aus neun Mitgliedern zusammen. Die Ratsmitglieder werden durch eine Kommunalwahl für jeweils fünf Jahre gewählt.
Bei der Kommunalwahl 2021 ergab sich folgende Sitzverteilung:
| Ortsrat 2021Insgesamt 9 Sitze - SPD: 4 - Grüne: 1 - FW-PB: 2 - CDU: 2 |

### Ortsbürgermeister
Ortsbürgermeister ist Reinhard Burzig (SPD).

### Wappen
| | Blasonierung: „In Grün ein über einer silbernen Pflugschar steigender rotgezungter silberner Wolf.“ |
| Wappenbegründung: Der Wolf ist hier nicht der Peiner, sondern das Wappentier der Familie von Ilsede, wie es beispielsweise aus einem Siegel von Johann, Hugo und Ernst von Ilsede an einer Urkunde von 1321 im Hauptstaatsarchiv Hannover bekannt ist. Die Pflugschar symbolisiert die Haupterwerbsquelle, weil die meisten Einwohner seinerzeit der Landwirtschaft nachgingen. Das Wappen wurde von Emil Werner Baule gestaltet und am 14. Juli 1936 durch den Oberpräsidenten der Provinz Hannover verliehen. | |

## Wirtschaft und Infrastruktur

### Bildung
- Kindergarten Siebenstein, Langerhornsweg 4
- Grundschule Klein Ilsede, Im Weingarten 7 (bis Mitte 2011)

## Kultur und Sehenswürdigkeiten
Klein Ilsede besitzt eine Bruchsteinkirche aus spätgotischer Zeit, die um 1600 durch einen Fachwerkchor erweitert wurde. Die evangelisch-lutherische St.-Urban-Kirche ist eine der ältesten Kirchen im Landkreis Peine. Sie gehörte früher den Gutsbesitzern, deren Familienmitglieder noch heute in der Krypta unter der Kirche aufgebahrt sind.

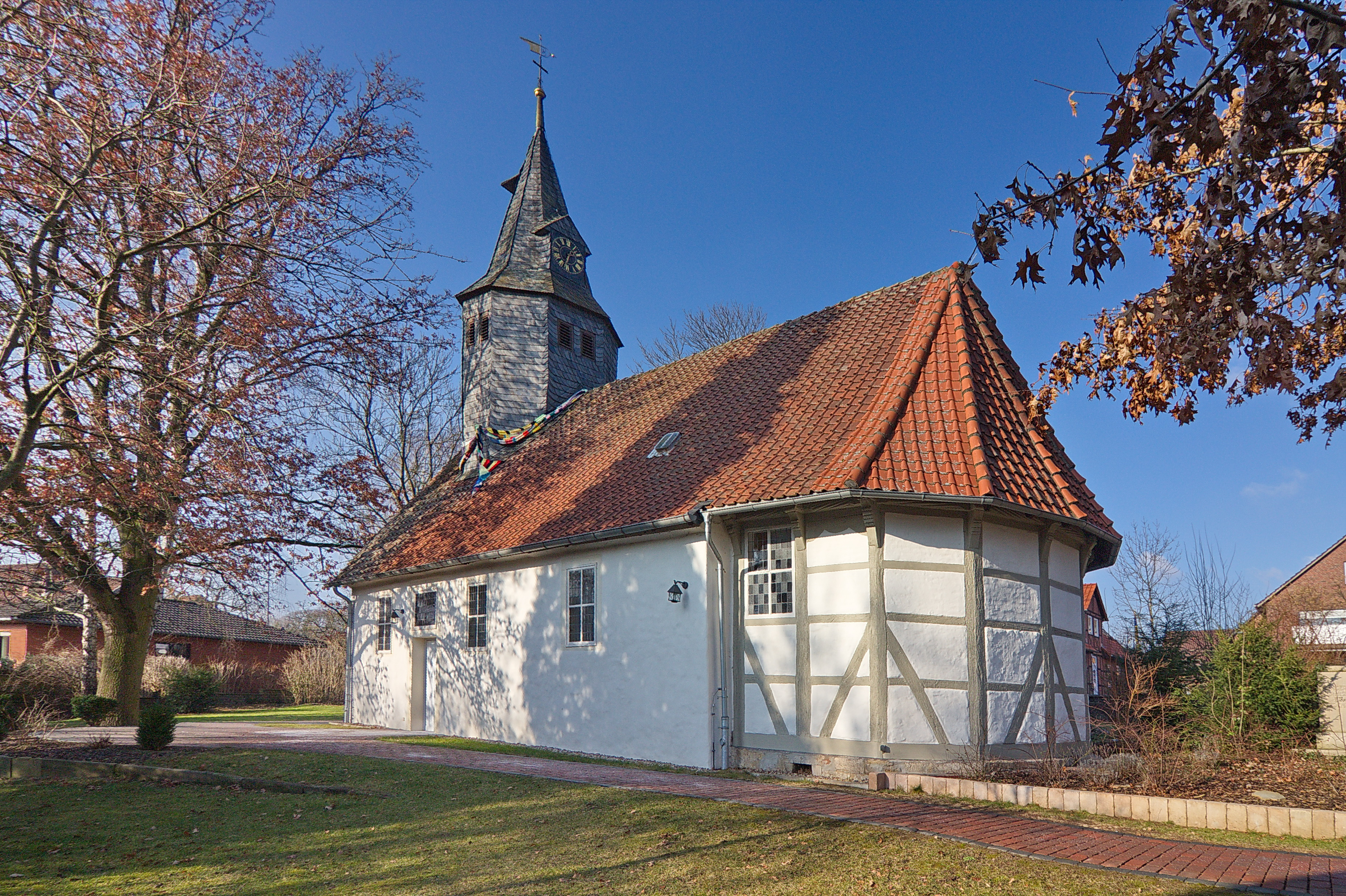
St.-Urban-Kirche
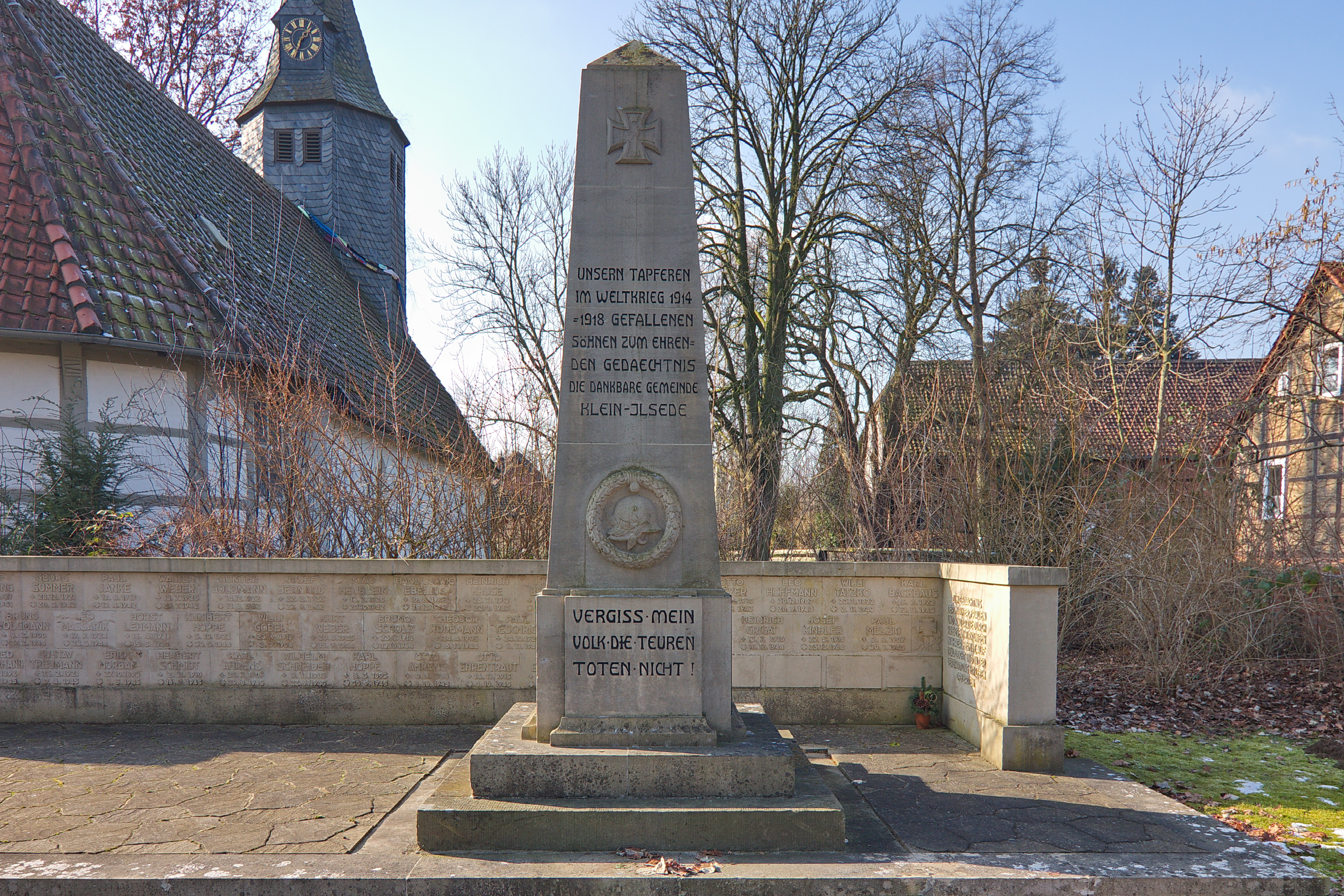
Kriegerdenkmal
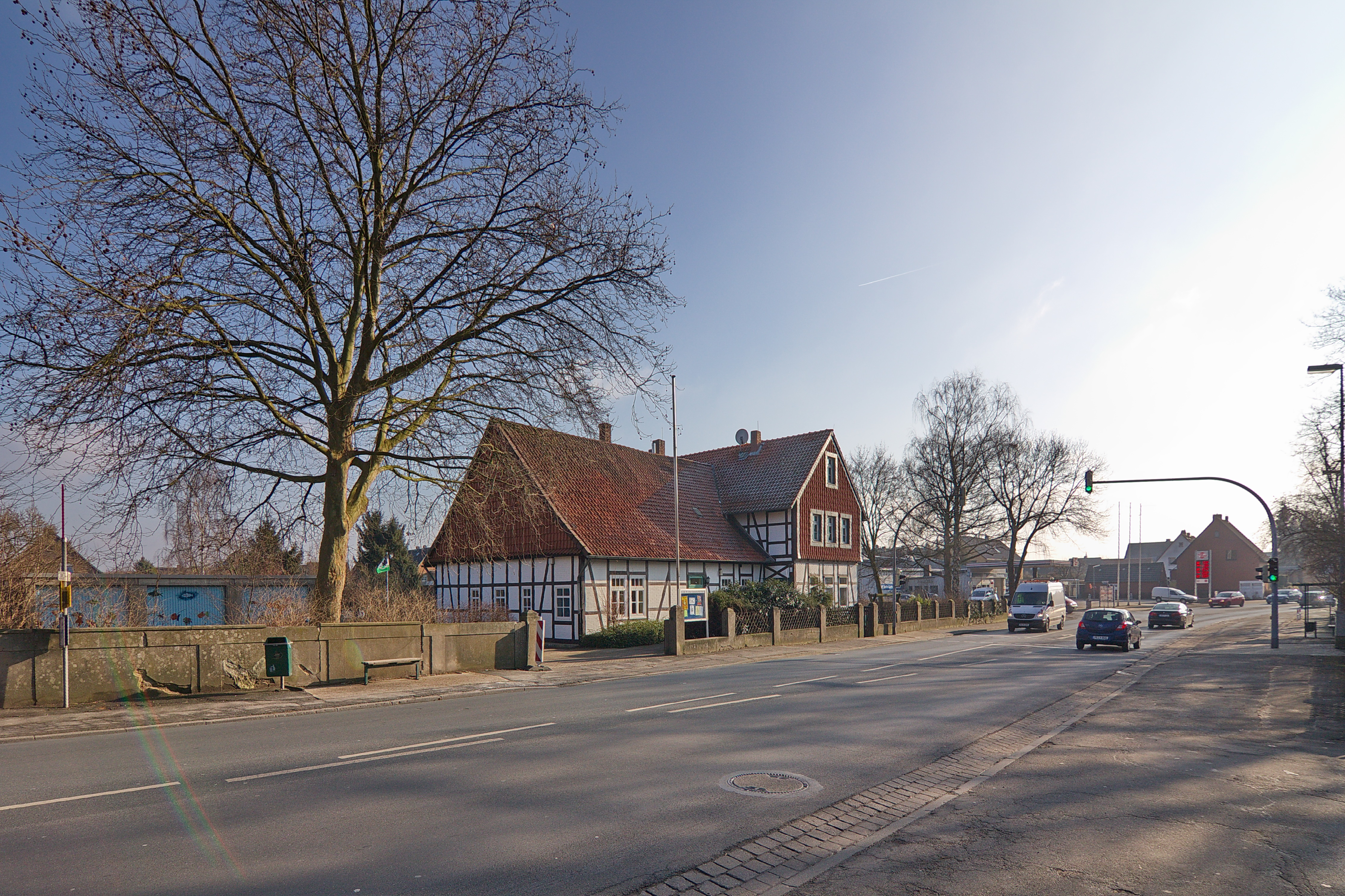
Ortsblick

Das Klein Ilseder Schützenfest beginnt immer am 1. Freitag im Mai vor der Mehrzweckhalle.

## Trivia
Der Roman Mitgift (2021) von Henning Ahrens erzählt von der Geschichte der aus Klein Ilsede stammenden Familie des Verfassers.